# Modrý tygr (film, 2012)
Modrý tygr je český film pro děti z roku 2012. Vypráví o tajuplné zahradě uvnitř města, která má být zrušena kvůli plánované výstavbě zábavního centra. Město řídí starosta Rýp, který proti zahradě bojuje. Pak se ale objeví modrý tygr.

## Výroba
Natáčení probíhalo v Karlíně. Filmaři si zapůjčili stovky rostlin z Botanické zahrady hl. m. Prahy a také několik zvířat. Titulní roli hrají mláďata tygra – dvojčata Aron a Tarzan.
Film vznikl za podpory Státního fondu České republiky pro podporu a rozvoj české kinematografie, fondu Eurimages a programu MEDIA.

## Obsazení
| Linda Votrubová            | Johanka                      |
| Jakub Wunsch               | Matyáš                       |
| Bára Hrzánová              | Žofie Geržová, matka Johanky |
| Jan Hartl                  | pan Kytka, otec Matyáše      |
| Daniel Drewes              | starosta                     |
| Lenka Vychodilová          | Saň                          |
| Stanislav Pitoňák          | Kráčmera                     |
| Anna Polívková             | TV redaktorka                |
| Jan Vondráček              | architekt                    |
| Hynek Čermák               | holohlavý učitel             |
| Martin Myšička             | muž v ponožkách              |
| Libuše Havelková           | babička Aničky               |
| René Přibil                | ředitel školy                |
| Petra Lustigová            | hodná učitelka               |
| Radim Vašinka              | Podléška                     |
| Zuzana Onufráková          | elegantní blondýna           |
| Jana Břežková              | paní s brýlemi               |
| Alena Procházková          | sekretářka                   |
| Magdalena Zimová           | pošťačka                     |
| Václav Neužil              | kolportér                    |
| Jana Drbohlavová           | paní s psíčkem               |
| Vlastimil Kaňka            | Lukeš                        |
| Daniela Vorackova          | učitelka                     |
| Jiří Černý                 | TV osvětlovač                |
| Jiří Zeman                 | TV kameraman                 |
| Gabriela Míčová            | paní Kráčmerová              |
| Roman Mrázik               | vrchní strážník              |
| Vojtěch Švejda             | strážník                     |
| Jiří Maryško               | lepič plakátů                |
| Mojmír Maděrič             | Brokl                        |
| Tomáš Jeřábek              | pán s bulterierem            |
| Kryštof Rímský             | majitel volva                |
| Mirka Paťková              | studentka                    |
| Eva Burešová               | studentka                    |
| Jiří Šmíd                  | zelinář                      |
| Jaromír Soušek             | obchodník                    |
| Lukáš Příkazský            | dopravák                     |
| Jan Kalivoda               | strážník                     |
| Martin Faltýn              | docent                       |
| Anna Čtvrtníčková          | Anička                       |
| Tereza Bočková             | spolužačka                   |
| Štěpán Mikoláš             | Šmíd                         |
| Jan Maršál                 | Zalabák                      |
| Valerie Rosa Hetzendorfová | Kráčmerka                    |

## Účast na festivalech
Film byl vybrán na festival TIFF Kids v Torontu, Kristiansand International Children's Film Festival v norském Kristiansandu a Kinderfilmfest v Mnichově.

## Ocenění
Barbora Hrzánová byla nominovaná na Českého lva v kategorii nejlepší ženský herecký výkon ve vedlejší roli. Film byl také nominován v kategorii nejlepší výtvarné řešení. Ani jednu nominaci ale neproměnil.

## Recenze
- Petr Kořínek, iDNES.cz, 14. února 2012  Dostupné online.
- Jan Jaroš, Filmserver.cz, 19. února 2012  Dostupné online.
- František Fuka, FFFilm, 19. února 2012  Dostupné online.
- Lucie Šimůnková, Topzine.cz, 24. února 2012  Dostupné online.
- Karolína Černá, Film CZ, 13. února 2012  Dostupné online.[nedostupný zdroj]